# Balijbos
De Balij (of het Balijbos) is een jong bos tussen Zoetermeer, Pijnacker-Nootdorp en Delft dat bestaat uit een natuurbos, een moerasbos, wandel- en fietspaden en een speelbos. Ook bevindt er zich een stadsboerderij aan de rand van De Balij. Samen met het Bieslandse Bos vormt De Balij een gestaag groeiend stukje 'groene long' van 15 kilometer lang tussen Zoetermeer en Delft. De Balij is 360 hectare groot.
De Boswachterij 'De Balij en Bieslandse Bos' maakt deel uit van de Randstadgroenstructuur, een groot aaneengesloten gebied binnen de Randstad, welke worden aangelegd om te voorkomen dat de steden aan elkaar groeien door woningbouw, industrie en glastuinbouw. Naast recreatie en natuurontwikkeling speelt ook houtproductie een rol.
De eerste bomen zijn ruim voor de aanleg van de Floriade uit 1992  aangeplant. Dit Floriadebos is het oudste deel van De Balij. Het bos is later verder uitgebreid met onder andere beuken, eiken, essen en elzen.
Tachtig hectare van De Balij moet zich tot natuurbos gaan ontwikkelen. De natuur mag hier haar eigen gang gaan. Midden in het natuurbos ligt een woest, open gedeelte dat wordt bijgehouden door Gallowayrunderen.
In 2009 heeft De Balij een opknapbeurt gekregen en zijn veel onverharde paden voorzien van gravel. Ook is er een familiepad aangelegd van ongeveer 1,5 kilometer lang. Aan deze weg zijn bankjes geplaatst. In totaal zijn de paden uitgebreid met 5 kilometer wandel- en struinpaden.
De Balijbrug is vernoemd naar het Balijbos.